# Кшуч
Кшуч (пол. Krzucz) — село в Польщі, у гміні Ласьк Ласького повіту Лодзинського воєводства.
Населення — 109 осіб (2011).
У 1975-1998 роках село належало до Серадзького воєводства.

## Демографія
Демографічна структура станом на 31 березня 2011 року:
|          | Загалом | Допрацездатний вік | Працездатний вік | Постпрацездатний вік |
| -------- | ------- | ------------------ | ---------------- | -------------------- |
| Чоловіки | 53      | 11                 | 33               | 9                    |
| Жінки    | 56      | 5                  | 36               | 15                   |
| Разом    | 109     | 16                 | 69               | 24                   |